# Шайи-сюр-Армансон
Шайи́-сюр-Армансо́н (фр. Chailly-sur-Armançon) — коммуна во Франции, находится в регионе Бургундия. Департамент коммуны — Кот-д’Ор. Входит в состав кантона Пуйи-ан-Осуа. Округ коммуны — Бон.
Код INSEE коммуны — 21128.

## Население
Население коммуны на 2010 год составляло 264 человека.
| 1962 | 1968 | 1975 | 1982 | 1990 | 1999 | 2010 |
| ---- | ---- | ---- | ---- | ---- | ---- | ---- |
| 306  | 310  | 245  | 231  | 193  | 201  | 264  |

## Экономика
В 2010 году среди 163 человек трудоспособного возраста (15—64 лет) 117 были экономически активными, 46 — неактивными (показатель активности — 71,8 %, в 1999 году было 75,7 %). Из 117 активных жителей работали 113 человек (66 мужчин и 47 женщин), безработных было 4 (2 мужчин и 2 женщины). Среди 46 неактивных 14 человек были учениками или студентами, 22 — пенсионерами, 10 были неактивными по другим причинам.